# Säfsen Resort
Säfsen Resort är en turistanläggning i Säfsbyn, direkt öster om Fredriksberg, Ludvika kommun, Dalarna.
Man började bygga den första liften till skidanläggningen 1979 och det var starten på Säfsen Resort AB, som idag är ett privatägt företag som bedriver aktiviteter året om för turismverksamhet och konferensverksamhet. Säfsen har en egen stugby med 1 300 bäddar.
Säfsen har skidåkning både alpint och längd. Den alpina skidåkningen har 16 nedfarter och 6 liftar med både lätt och mer avancerad åkning. 
För de mer våghalsiga åkarna finns en snowpark designad av David Ny, som tidigare designat pipes och bordercrossbanor för såväl OS- som världscuptävlingar. För barn finns det ett eget snölandskap, Filurland. Där kan man åka skidor, träffa älgen Filurius och hans kompisar. Där finns även grillar och fikaplatser. Har man tidigare inte stått på ett par skidor finns skidskola för både barn och vuxna.
På sommaren kan man ägna sig åt bland annat vandring, fiske och cykling i området.

## Aktiviteter i Säfsen
| - 450 km mountainbikeleder - Alpinskidåkning - Bär- och svampplockning - Dressin - Fiske - Jakt - Massage och spa-behandlingar - Paddling - Ridturer - Skidskola (alpin, längd, telemark, snowboard) - Vandring |